# Карцер для студентов (Гейдельберг)

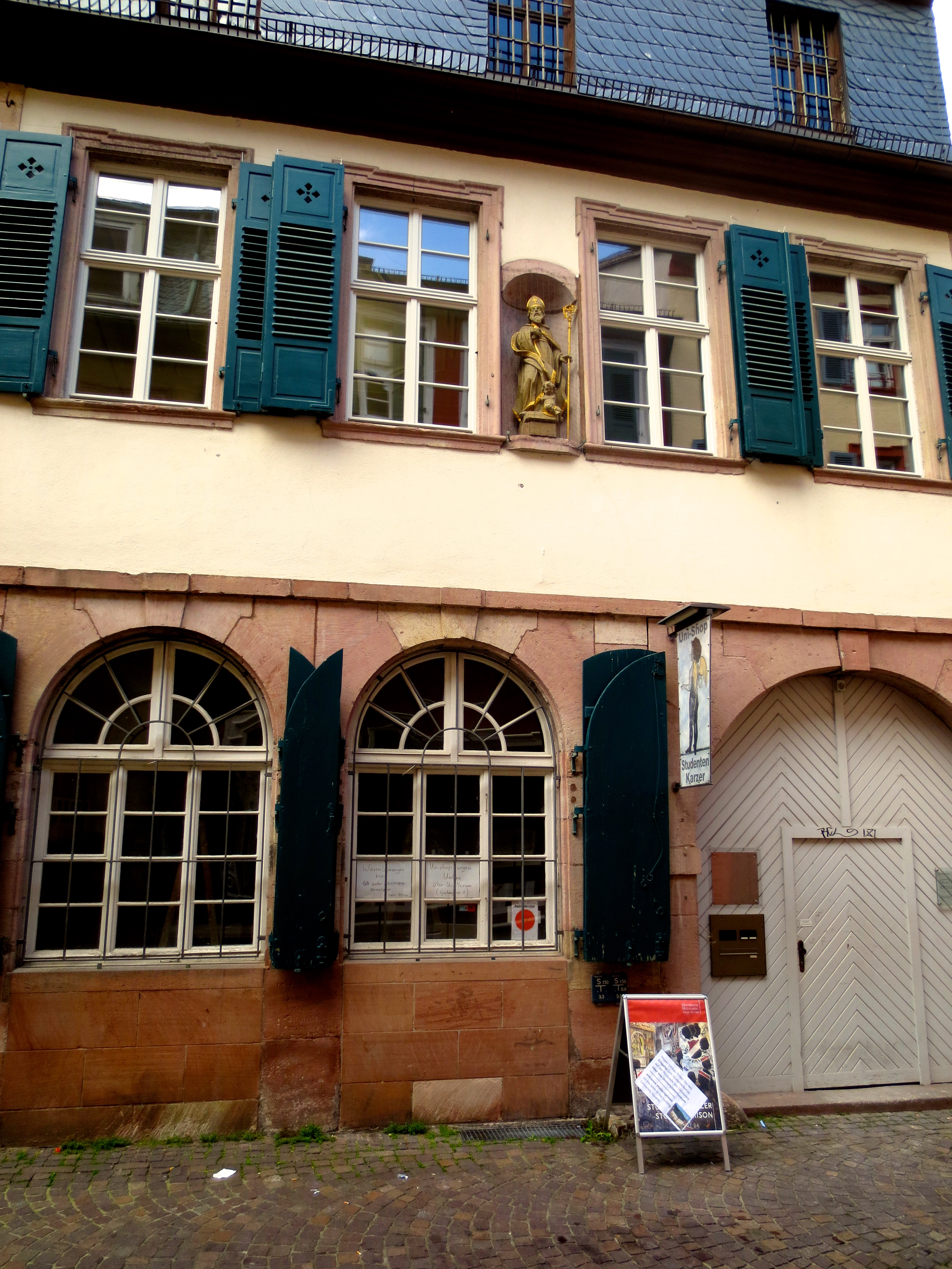
В этом здании по адресу Августинергассе 24 находится вход в студенческий карцер Гейдельбергского университета

Карцер для студентов (нем. Studentenkarzer) в Гейдельберге использовался ранее в качестве тюрьмы для студентов Гейдельбергского университета. Сегодня он является частью музея в старом университете.

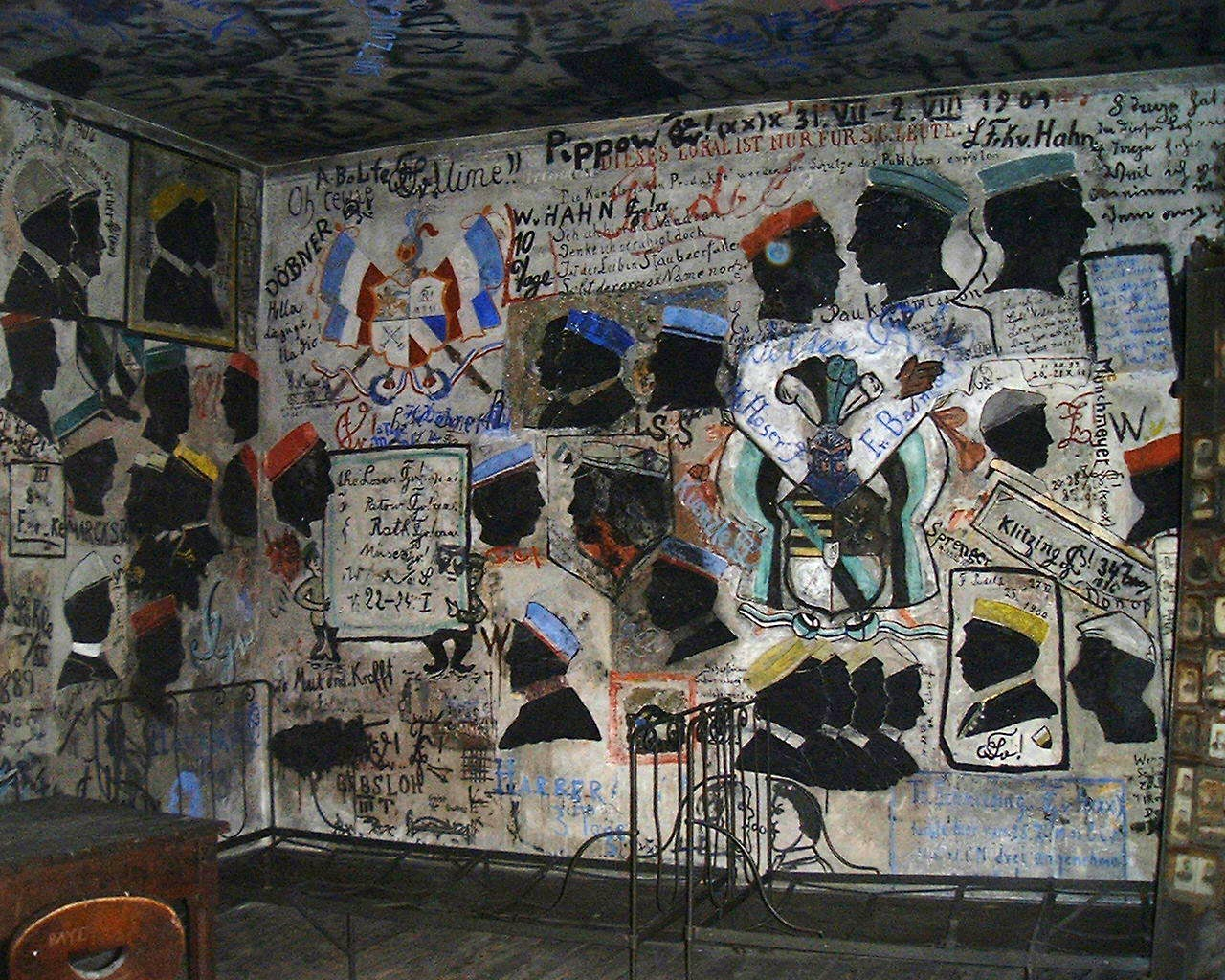
Стена в карцере

## История
С созданием студенческого карцера заключение под стражу в XVI веке стало обычным явлением. Карцер использовался в качестве тюрьмы для наказания студентов. Ожесточенные мензуры, ночные беспорядки, пьянство или другие нарушения общественного порядка, иногда даже студенческие проделки были причиной тюремного заключения. Для многих студентов такой образ действий считался «преступлением кавалера».
Арест длился от трех дней до четырех недель, в зависимости от правонарушения. Студенты должны были провести первые 2—3 дня только на хлебе и воде. Затем им было разрешено получать пищу извне и даже посещать лекции во время ареста. В Гейдельберге эти правовые отношения продолжались вплоть до начала XX века. Красочные настенные росписи датируются только последними десятилетиями использования карцера. Отбывание под стражей в карцере заставляло студентов гордиться тем, что они были заключены здесь; студенты увековечили свои имена и изображения, а также символы своих студенческих братств, на стенах карцера.
В то время было сильно деление студенческих корпораций по типу их соединения: корпус, братство, землячество и т. д., поэтому было принято содержать задержанных студентов отдельно в зависимости от соединения. Студенты различных соединений могли начать ссориться друг с другом, что могло привести к беспорядкам во время содержания под стражей. Сохранившиеся настенные росписи в студенческом карцере были сделаны исключительно студентами, зачисленными в Гейдельбергский университет.
Сегодня студенческий карцер является одним из самых популярных достопримечательностей посетителей старого города Гейдельберга. Вход в карцер находится по адресу Augustinergasse 24, недалеко от университетской площади в старом городе Гейдельберга.

## Галерея

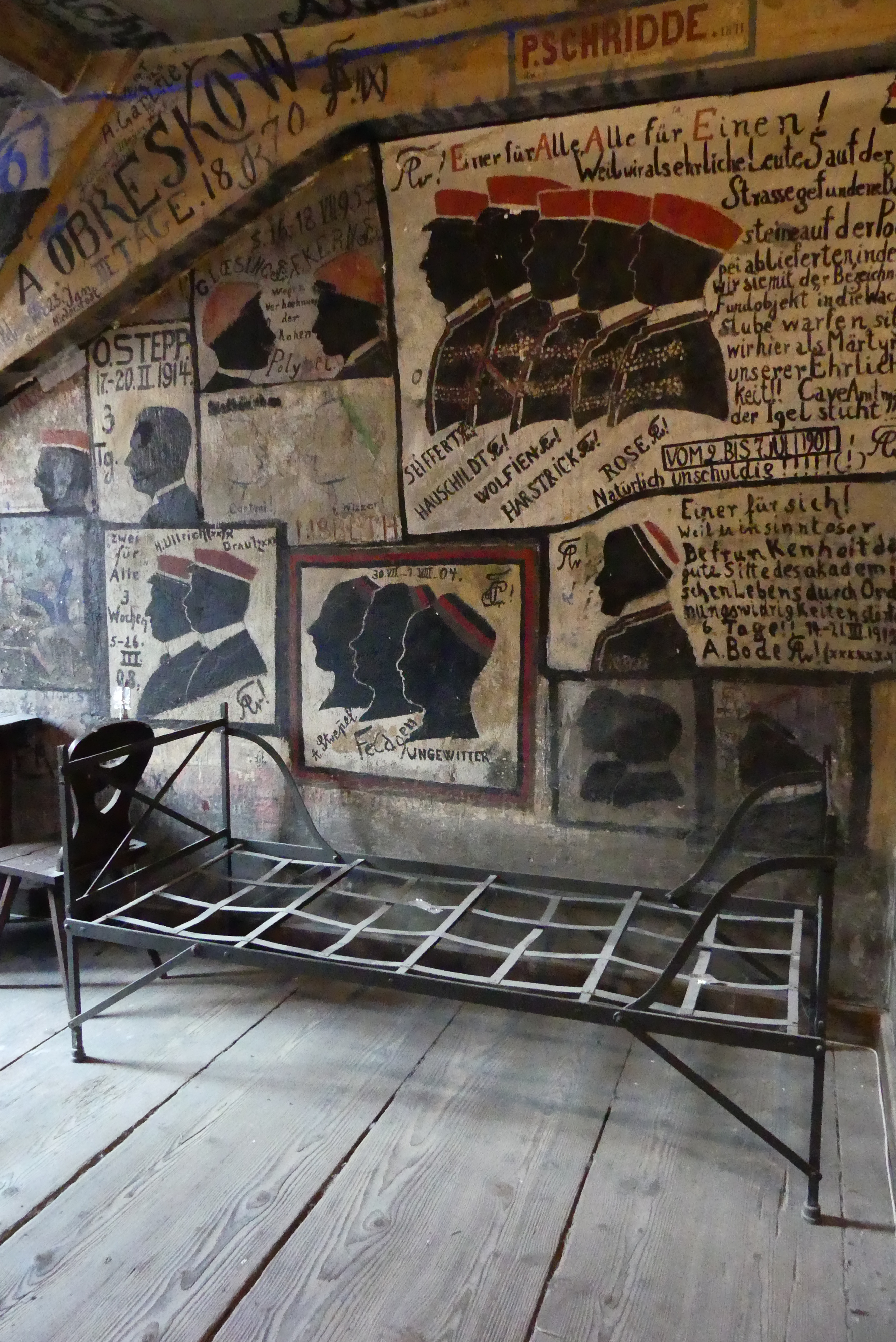
Кровать в карцере
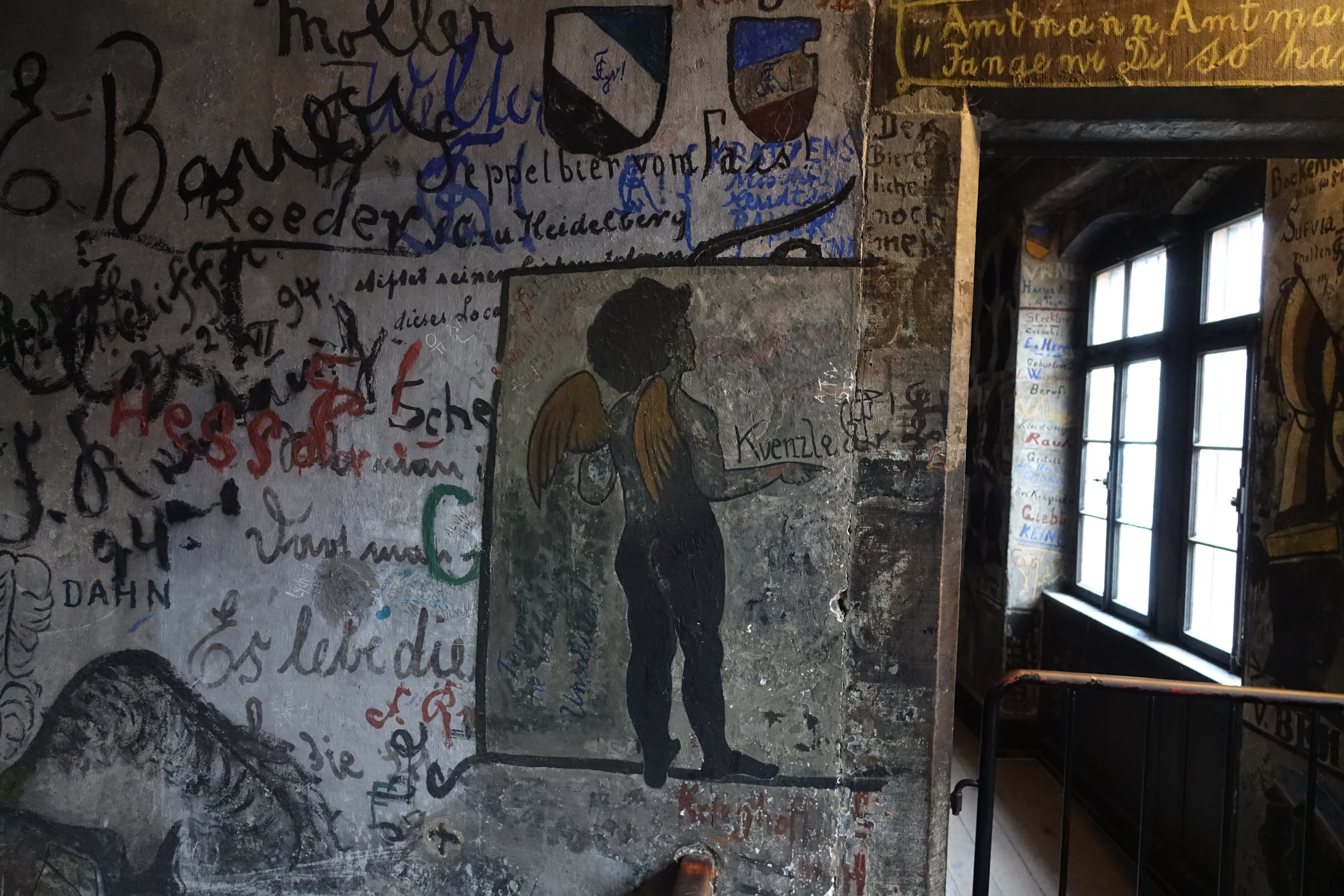
Ангел
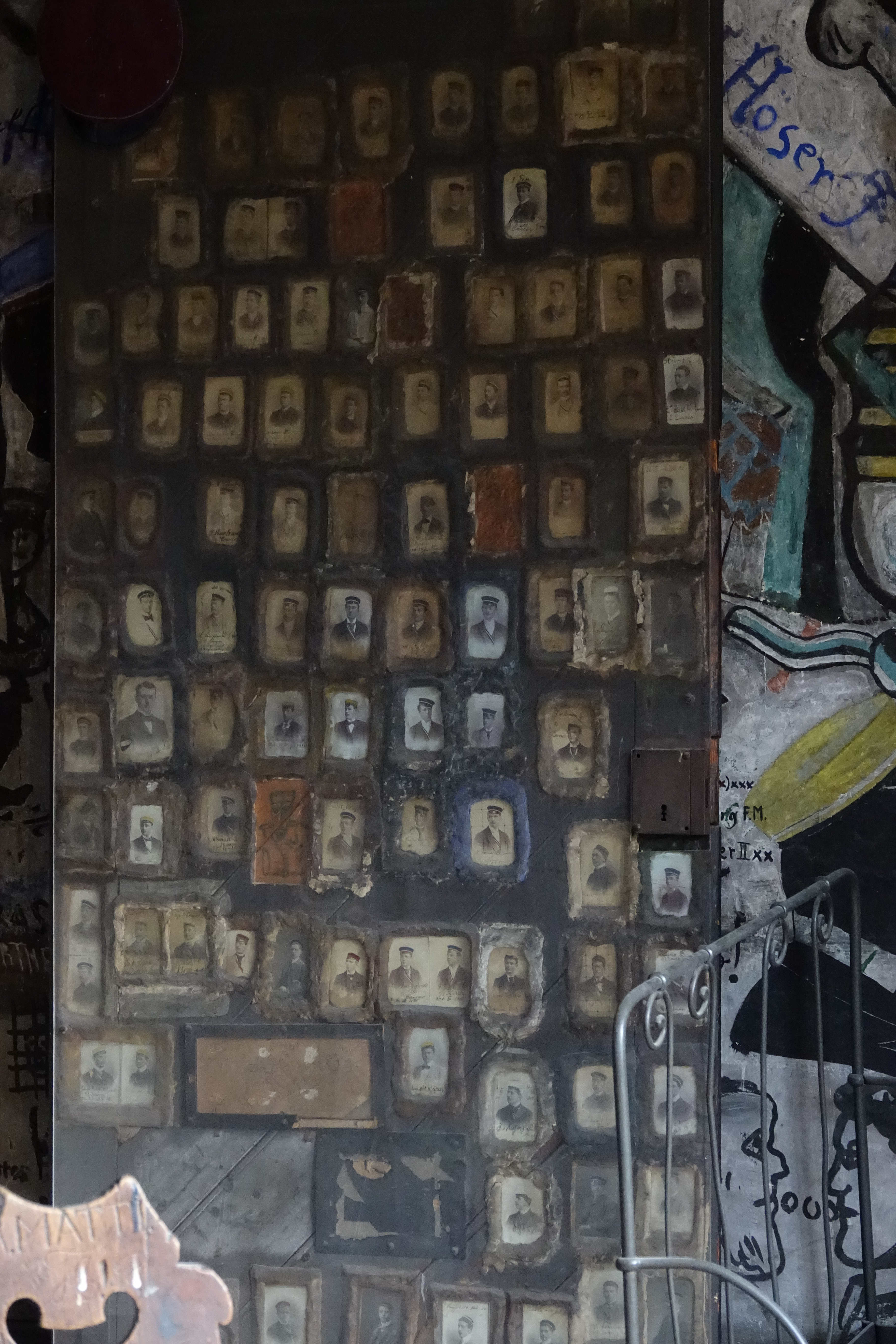
Стена с фотографиями
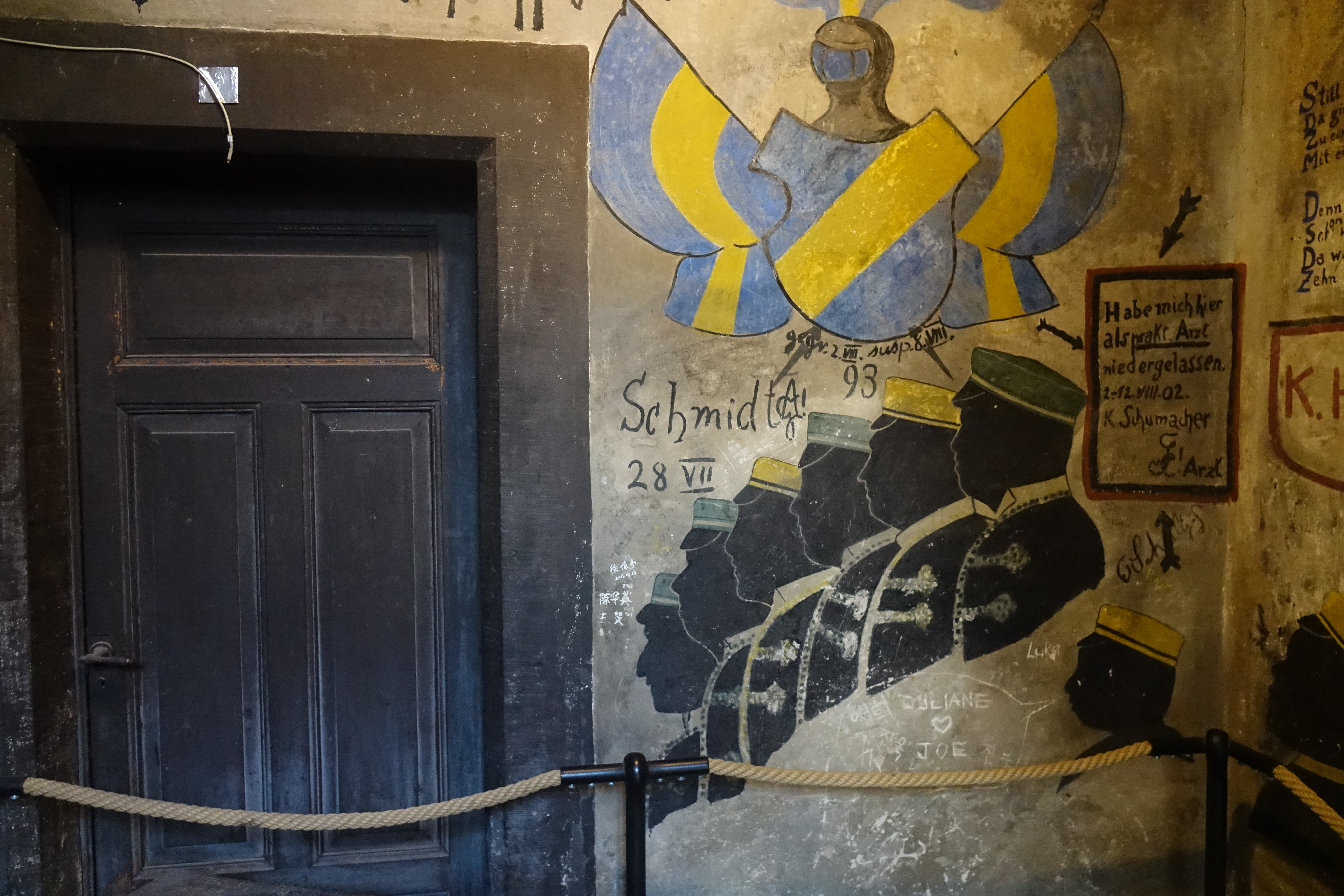
Герб Карцерония
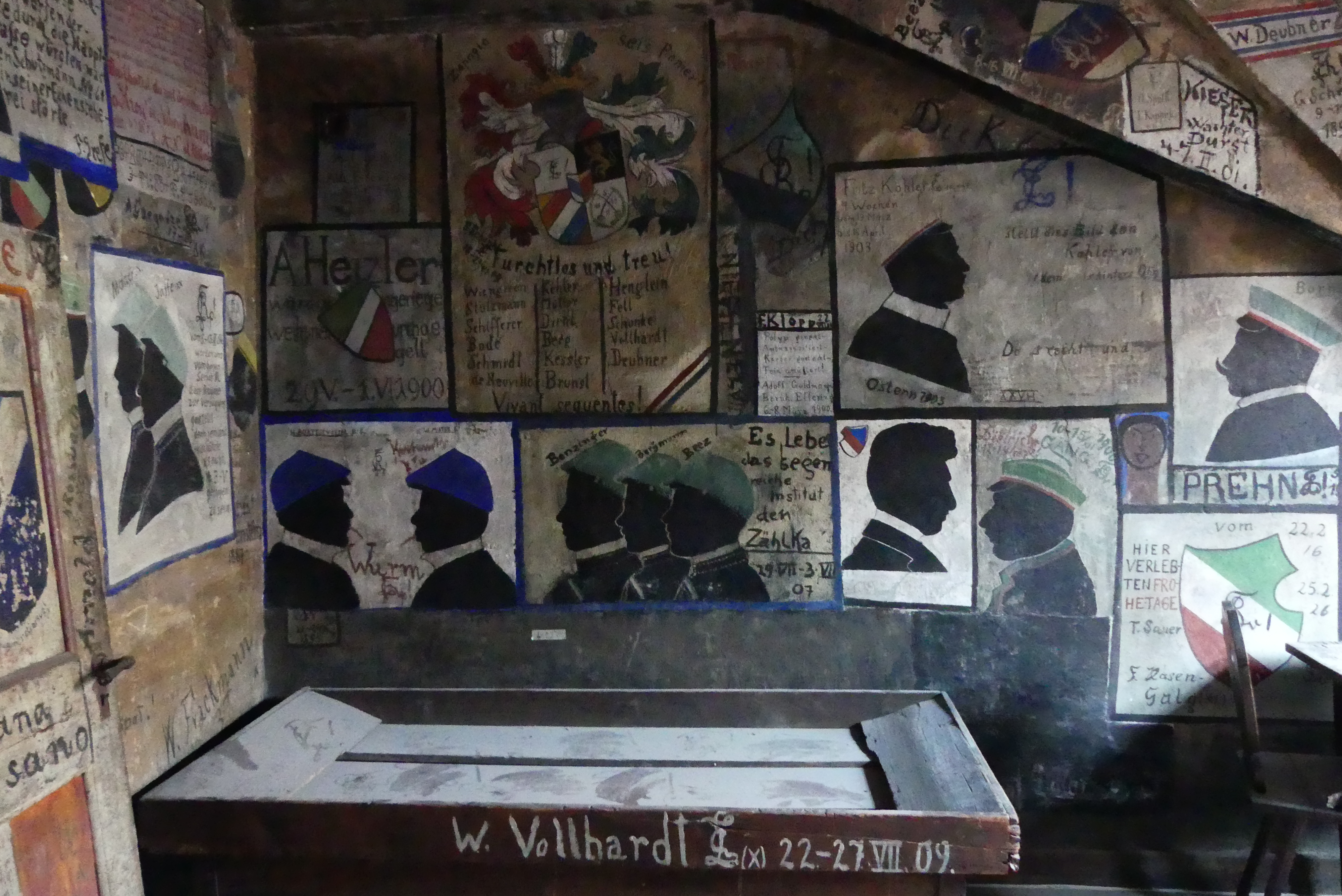
Профили и гербы
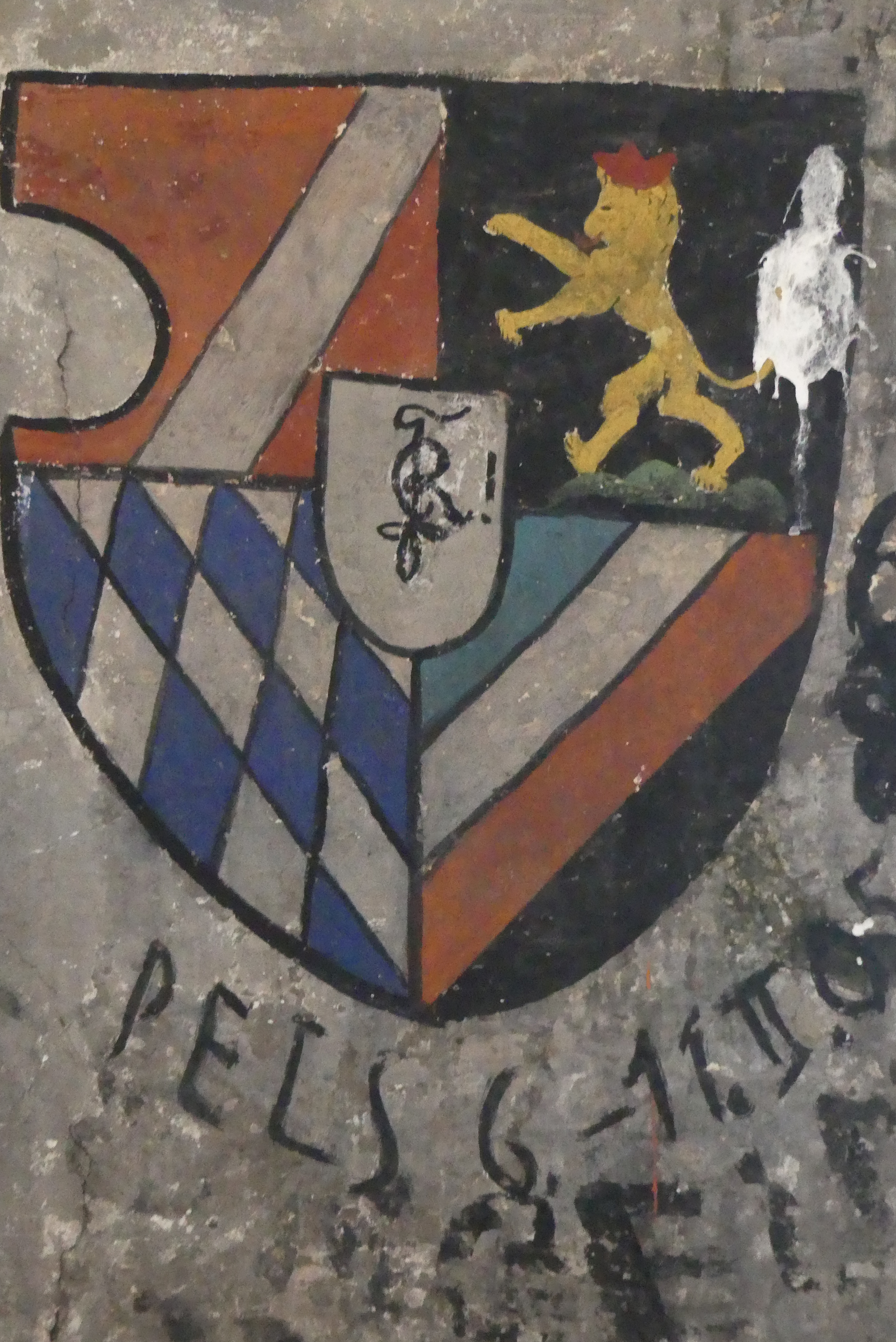
Герб Рупертия
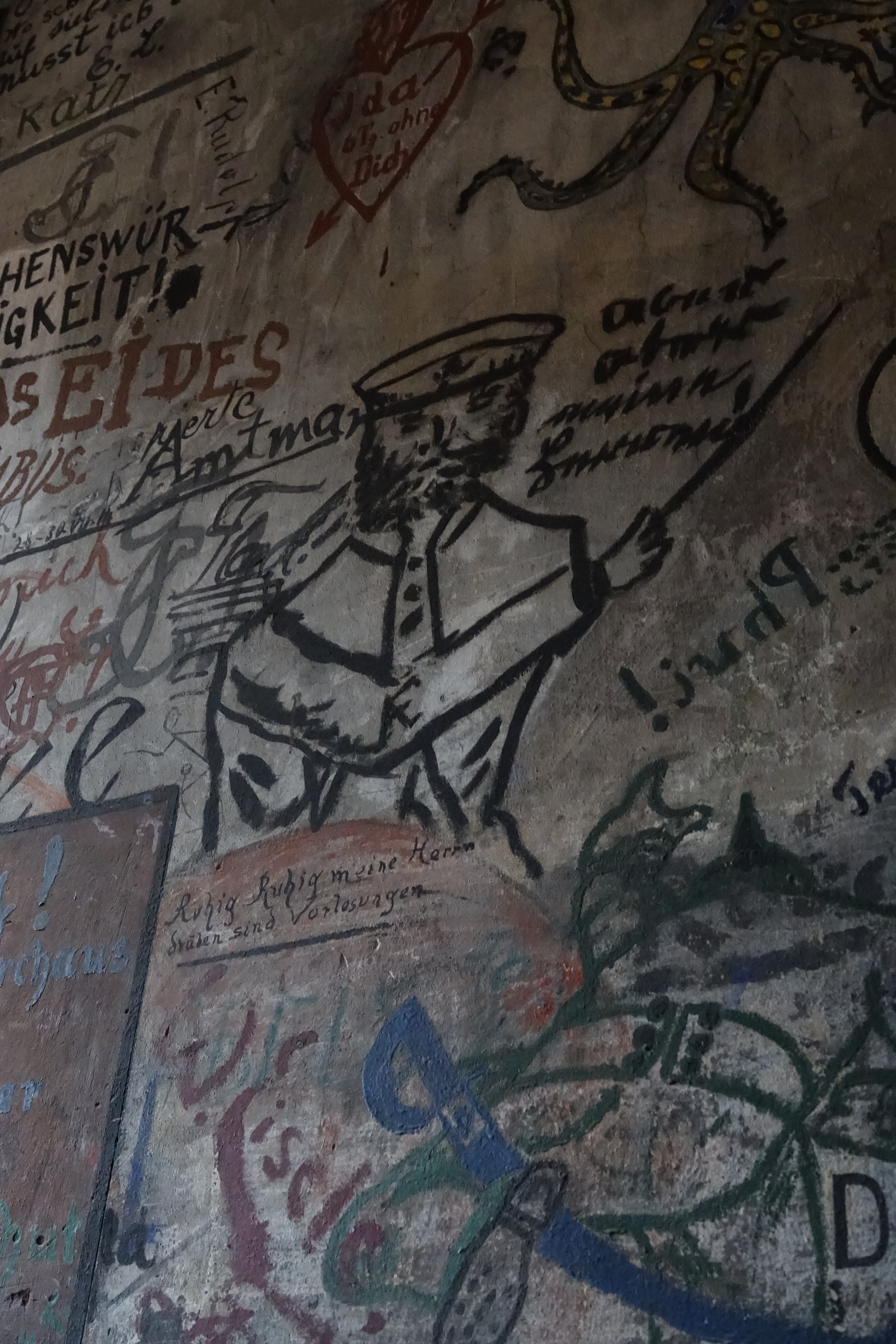
Фигура студента
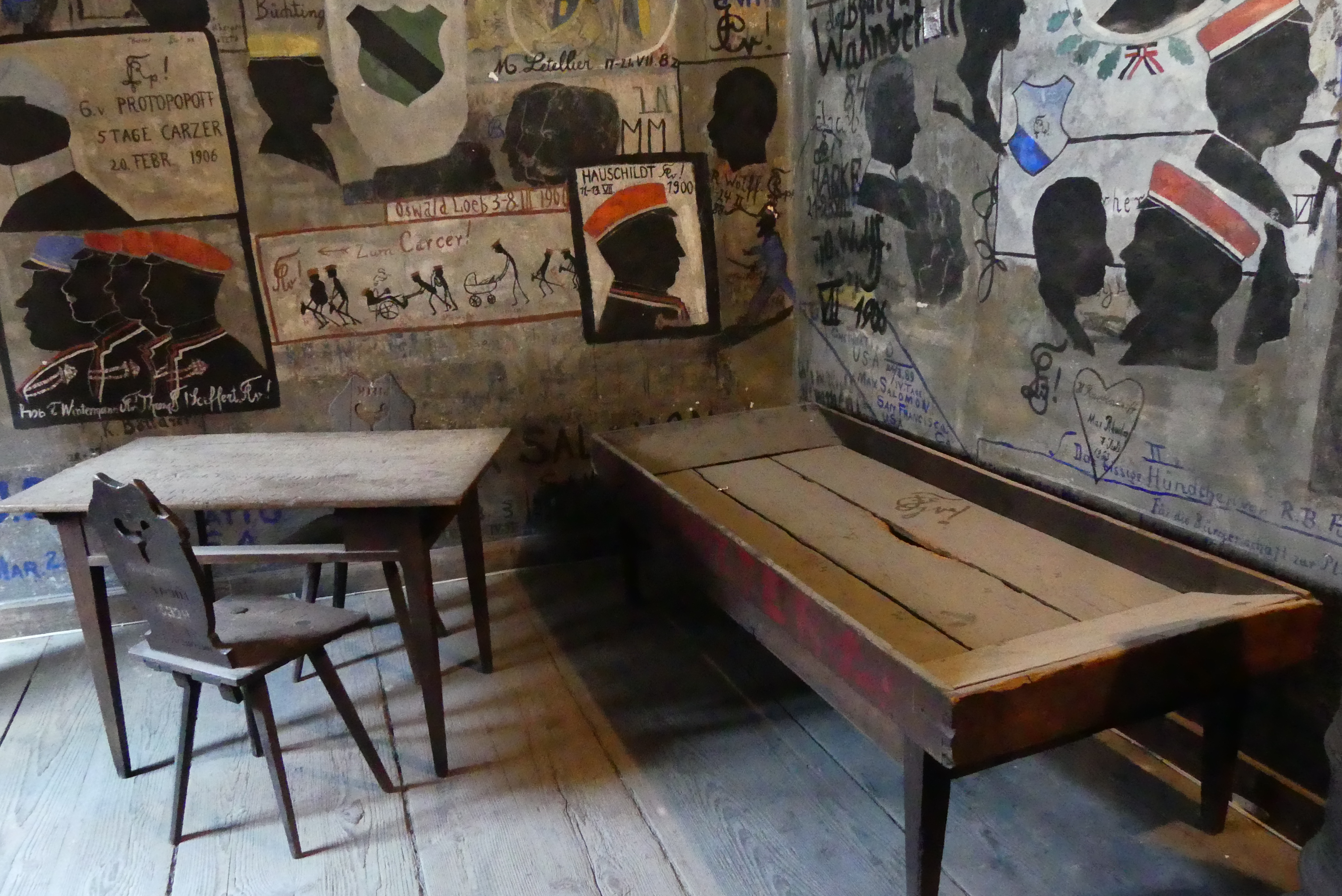
Комната в карцере
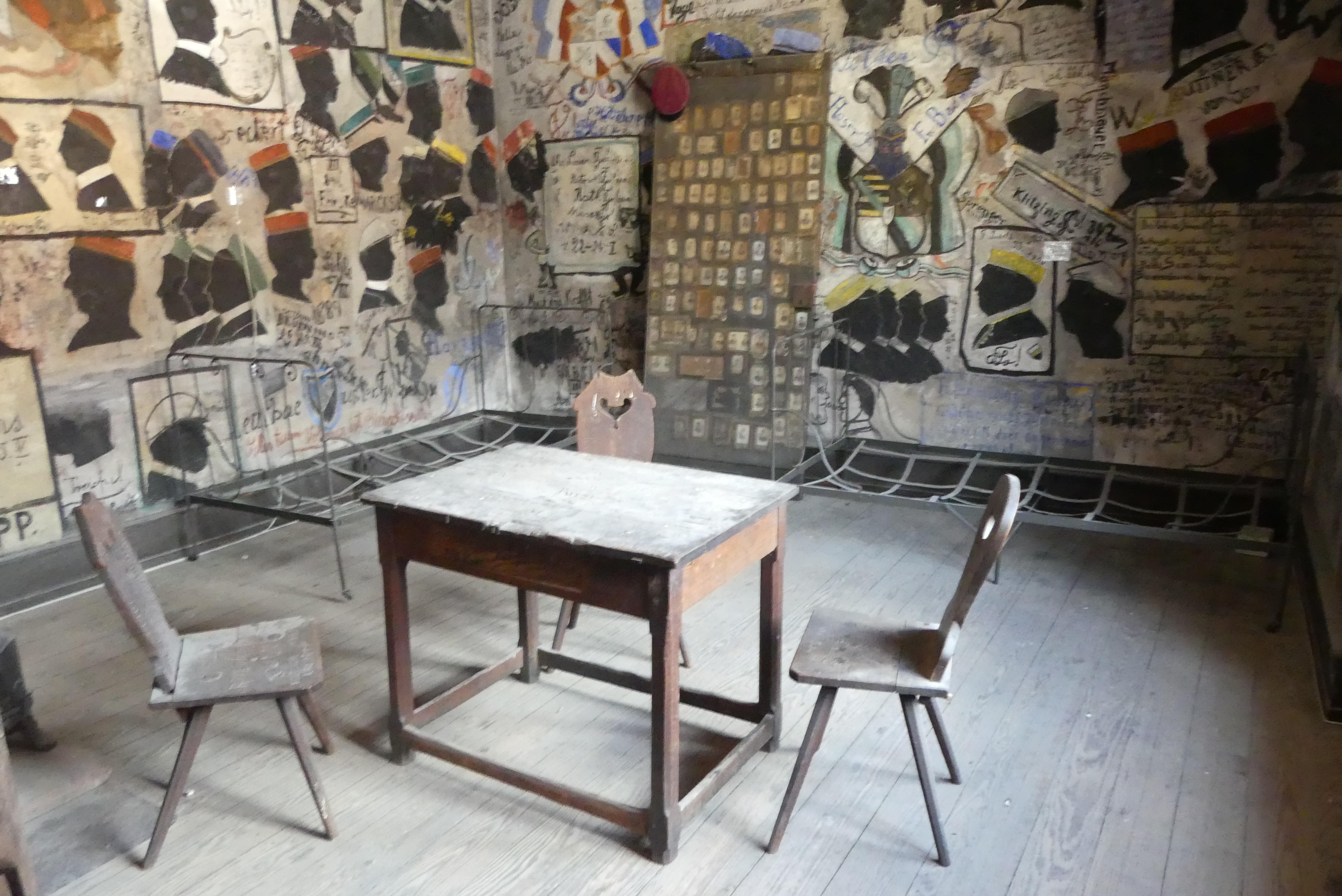
Стол и стулья
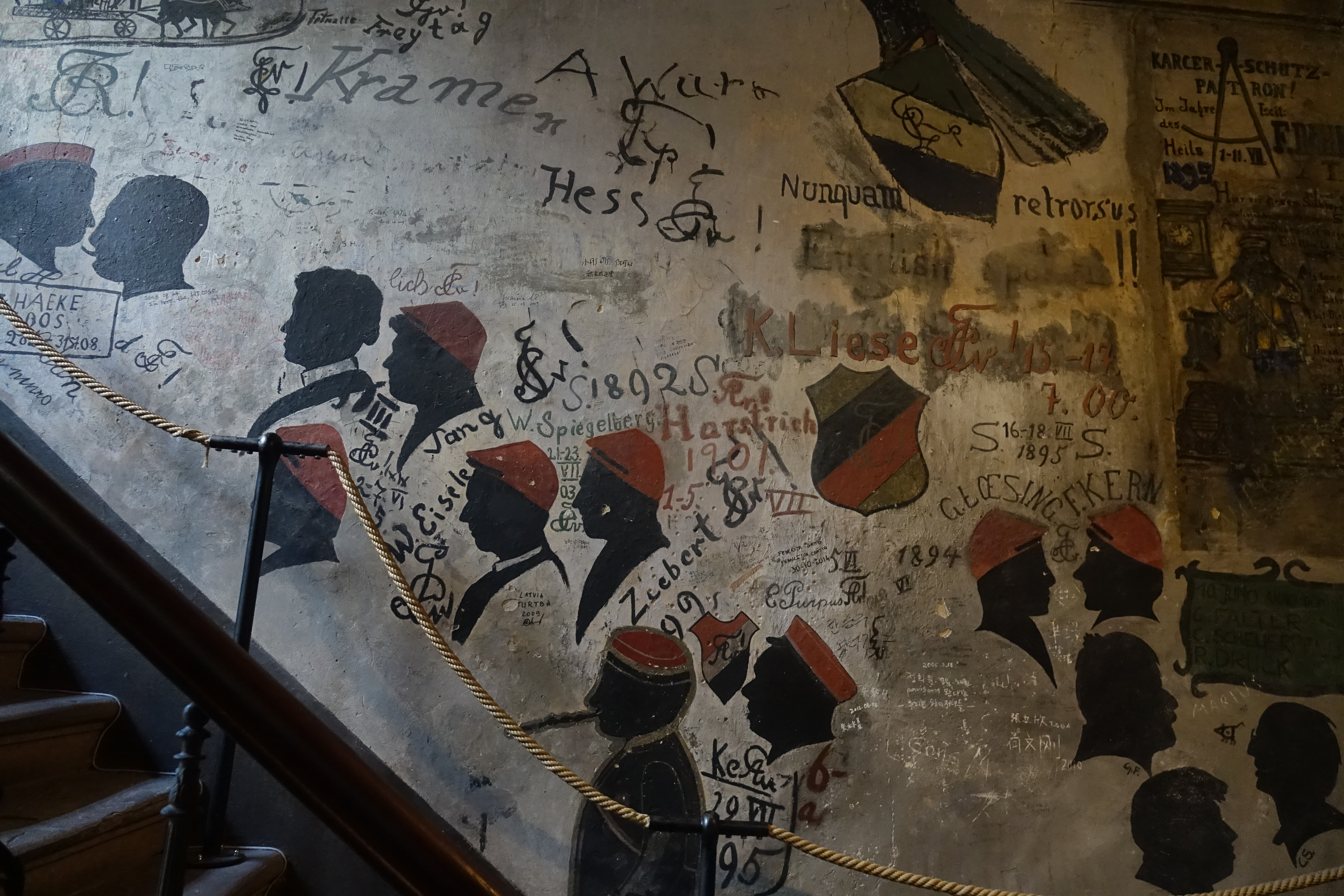
Лестница в карцере
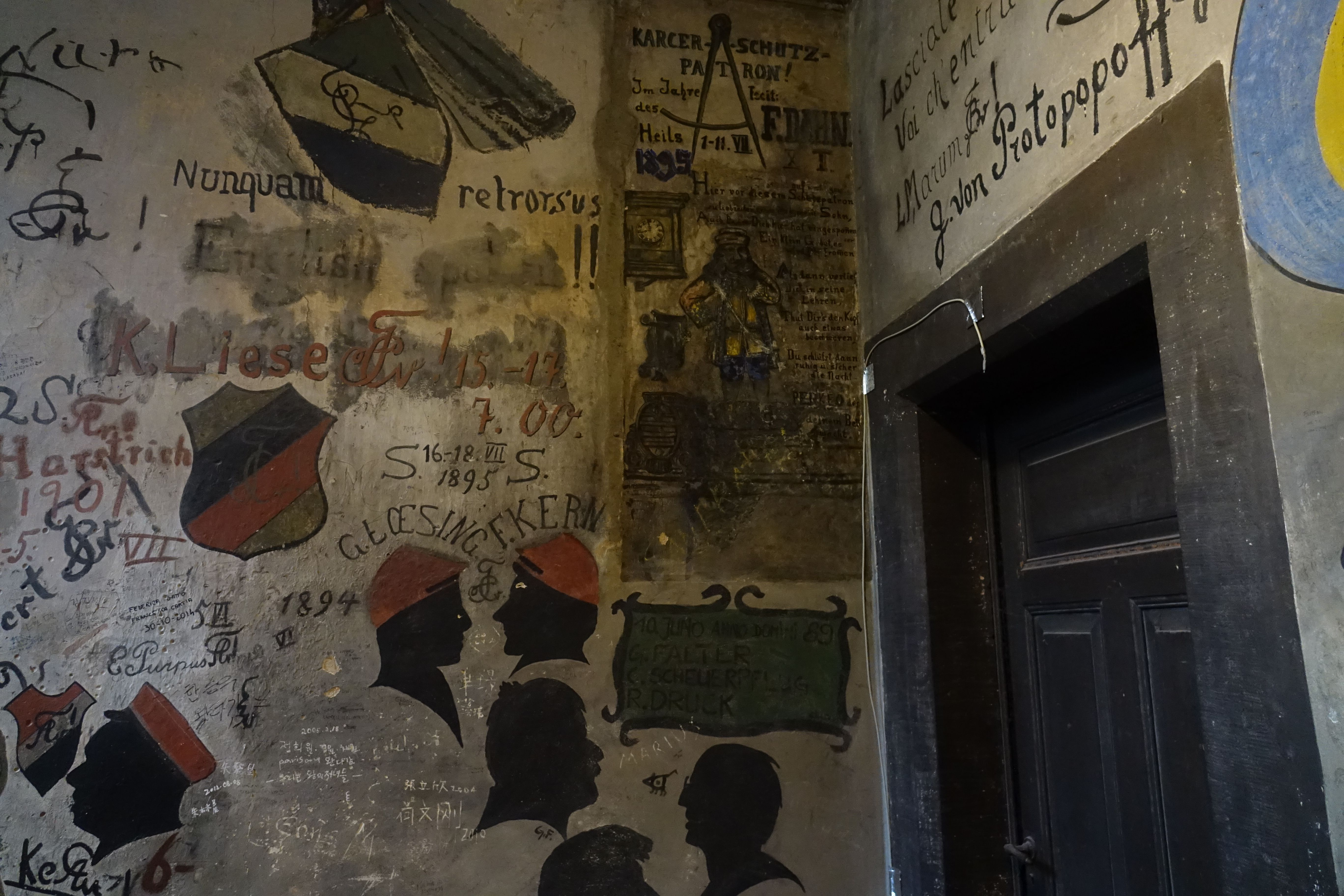
Стена в карцере
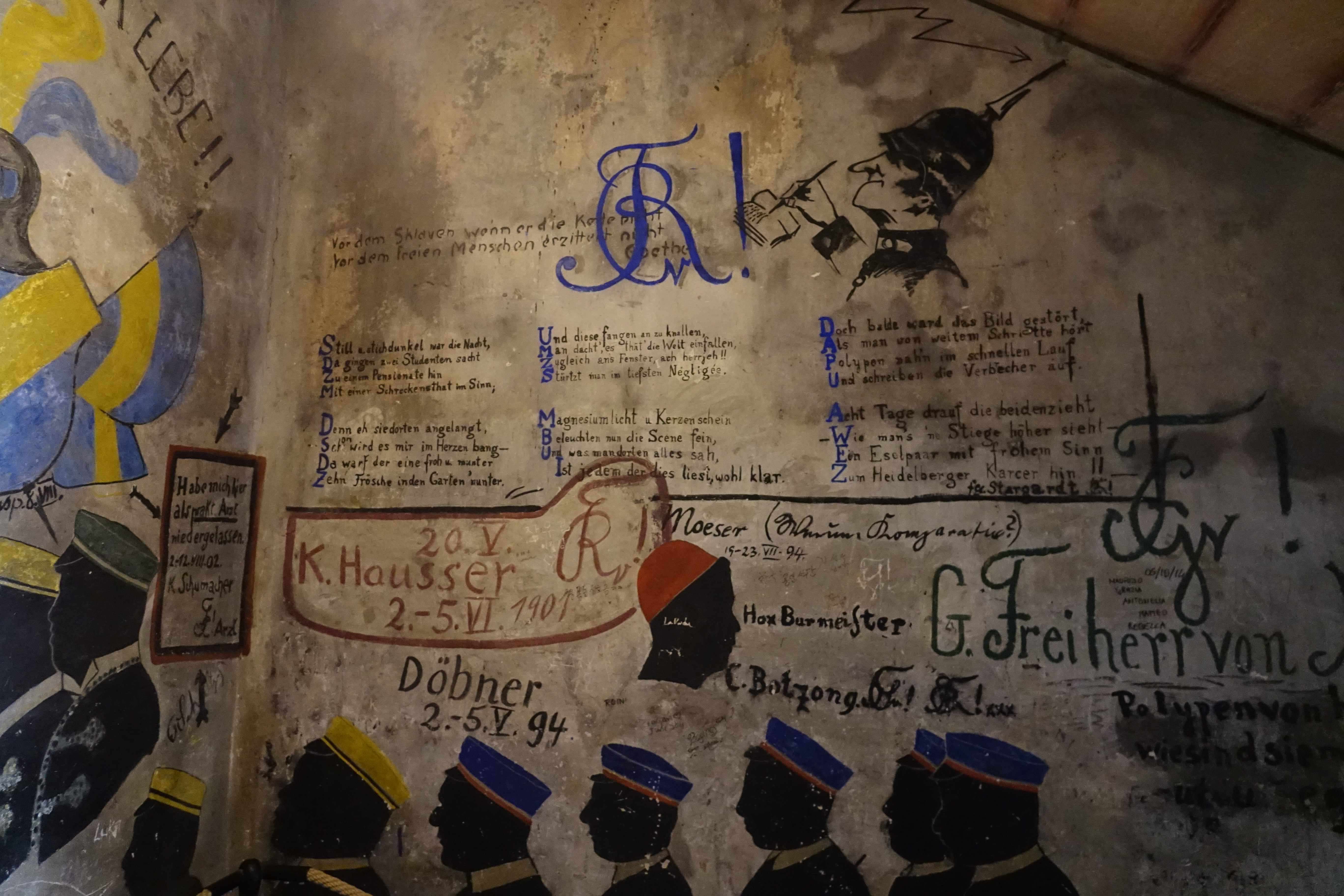
Стихи, записанные на стене в карцере
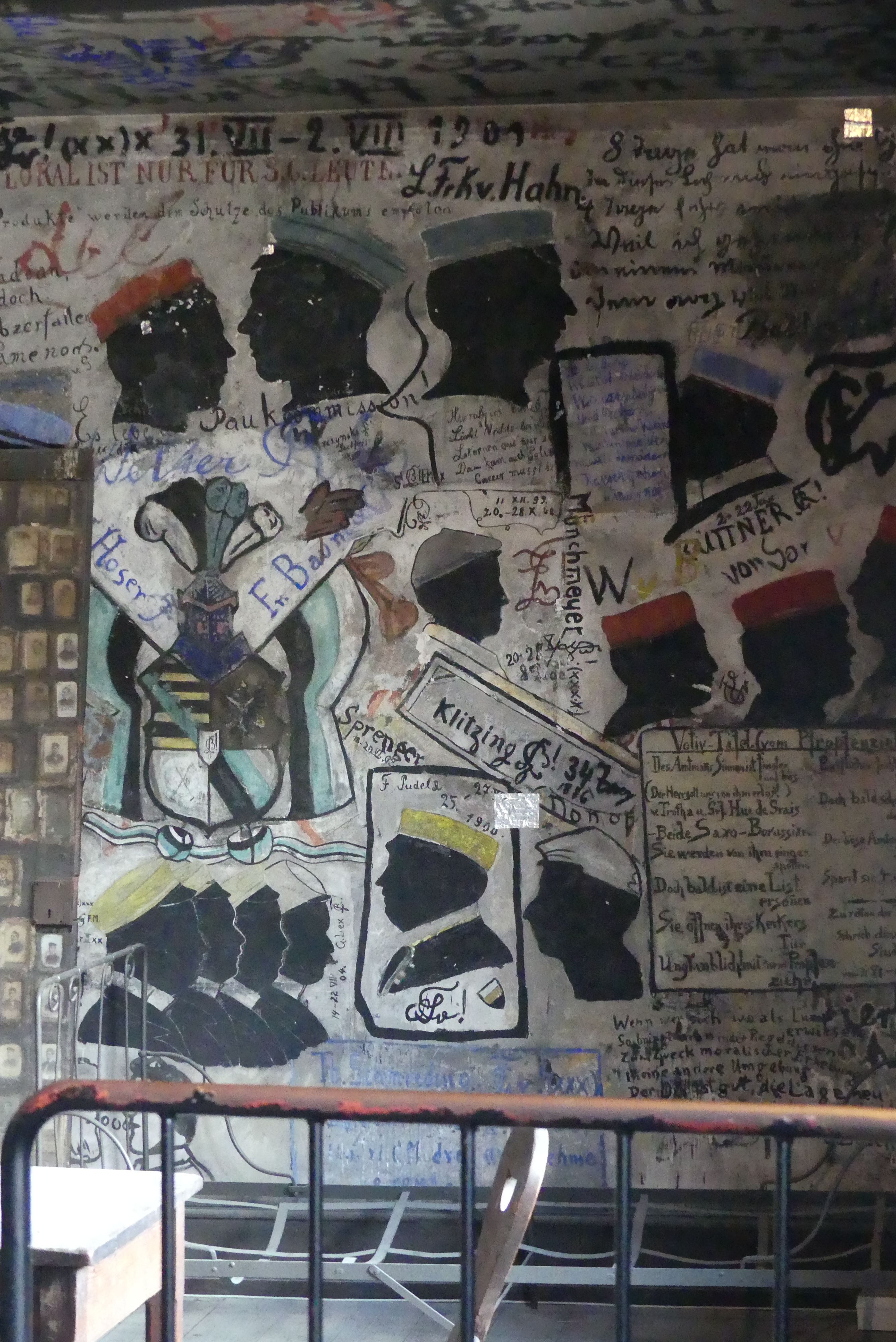
Различные профили
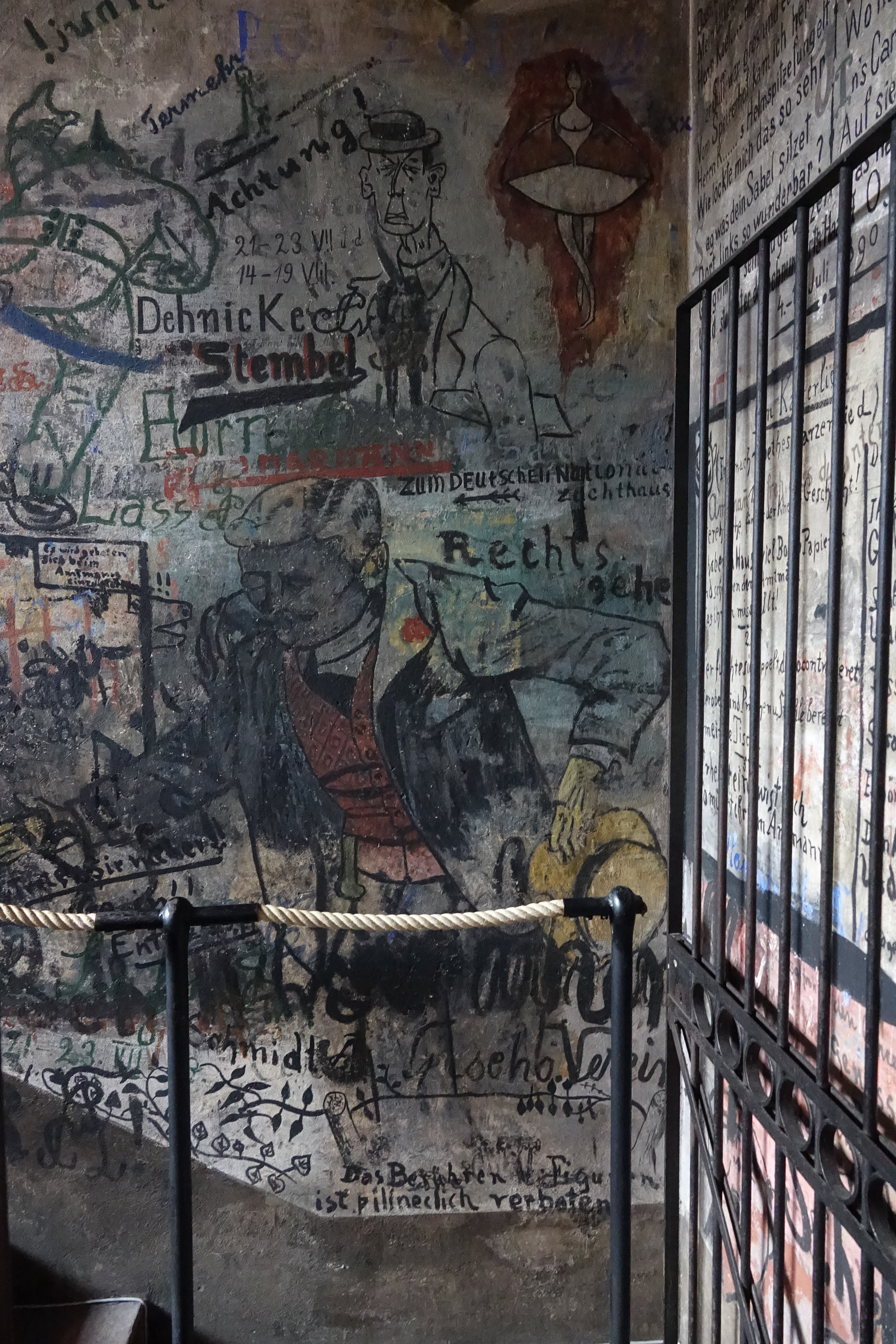
Стена в лестничном проёме